# 오아하카넓은발톱땃쥐
오아하카넓은발톱땃쥐(Cryptotis peregrina)는 땃쥐과에 속하는 포유류의 일종이다. 멕시코 오아하카에서 발견된다.